# 당정섬
당정섬(堂亭島)은 경기도 하남시에 있던 섬으로, 산곡천이 한강과 만나는 지점인 팔당대교 하류부에 위치하였다. 지금의 하남시의 법정동 중 당정동이 이 지역에 속했다.
1914년 행정구역 개편 때 당정리(堂亭里)라는 이름이 처음 붙여졌다. 지금은 당정동(洞)이지만, 섬이 사라져서 사람이 살지 않는 행정구역이 되었다.
1989년 10월부터 한강종합개발사업에 의해 1990년대 중반까지 지속된 골재 채취 사업으로 완전히 사라졌으나, 2000년대에 들어서 퇴적 작용이 일어나 섬의 일부가 다시 복원되어 큰고니 도래지가 되었다. 옛 당정섬의 정확한 위치는 고지도에 잘 나타나 있는데, 강 중앙에 섬이 있었음을 알 수 있다.

## 같이 보기
- 무학도